# Потовиділення

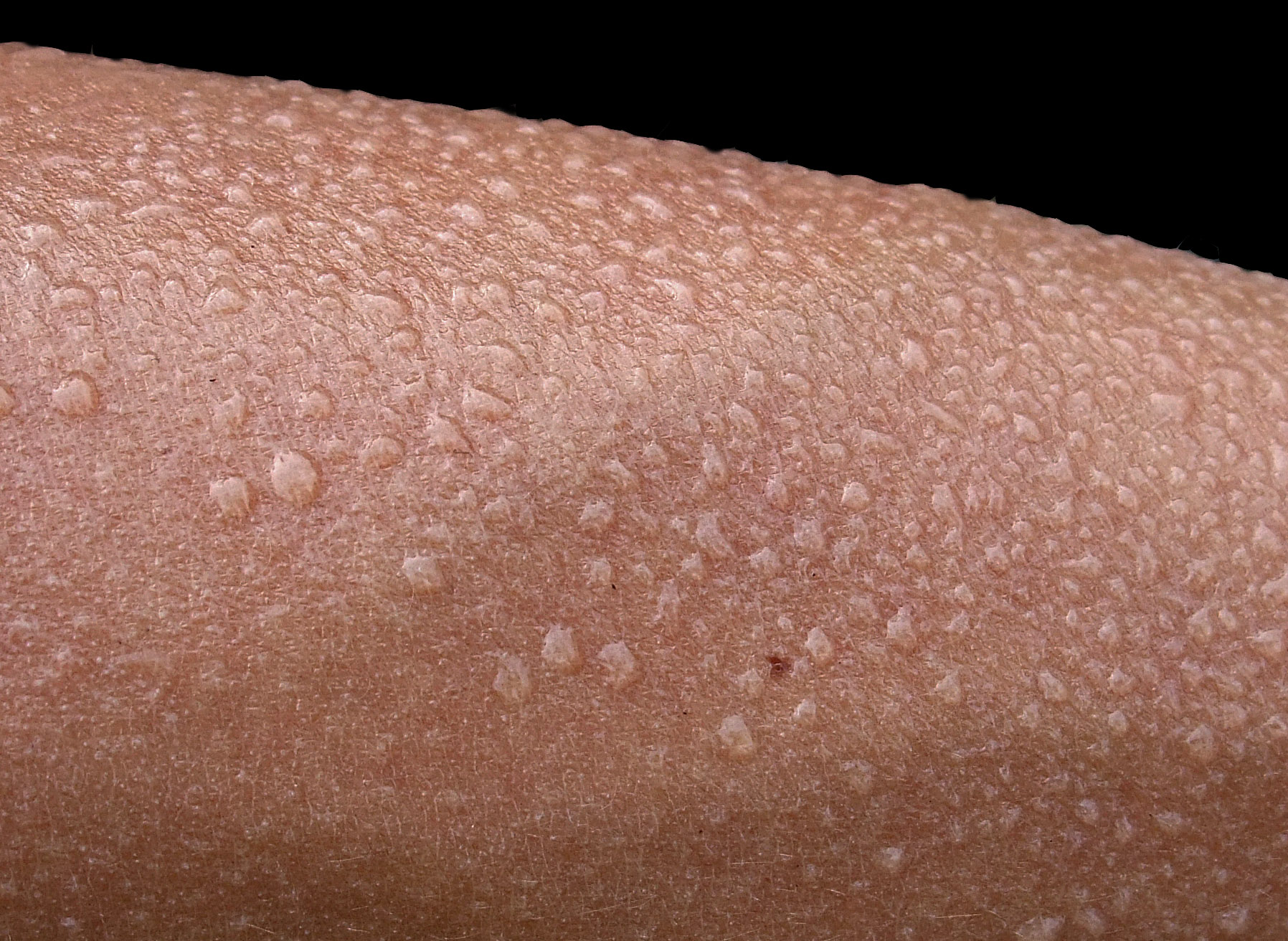

Потови́ділення — процес виділення поту потовими залозами більшості ссавців, у т.ч. людини.
Здійснюється рефлекторно (регулюється сенсорною системою організму). Рецептори, що здійснюють рефлекси потовиділення, розташовані в шкірі, слизових оболонках, м'язах. Центри потовиділення містяться в корі великих півкуль головного мозку, у гіпоталамусі, довгастому мозку і спинному мозку.
В умовах помірного клімату (як в Україні) за добу випаровується близько 900 мл поту, в умовах сильної спеки — до 10—12 л (при достатнім постачанні організму водою і солями).
Посилене потовиділення спостерігається не лише при підвищенні температури навколишнього середовища, а й під час м'язової роботи, при емоційному збудженні тощо.
Потовиділення залежить від змін кровообігу в шкірі: при звуженні судин шкіри потовиділення зменшується, при розширенні — збільшується.
Іноді порушення в кровообігу можуть спричинити захворювання гіпергідроз, яке полягає у підвищеному потовиділенні. Лікується за допомогою ін'єкцій ботоксу.
Потовиділення має велике значення у терморегуляції організму, у водно-сольовому обміні й частково виділенні з організму продуктів обміну речовин.